# Augustin-Gédéon Mallet
Pour les articles homonymes, voir Mallet.
Auguste Mallet, né le 26 novembre 1815 à Bagnols-sur-Cèze (Gard) et mort le 8 décembre 1878 dans la même ville, est un homme politique français.

## Postérité
La place Auguste Mallet de Bagnols-sur-Cèze est nommée en son honneur.

## Mandats
- Conseiller général du Canton de Bagnols-sur-Cèze (1871-1879)
- Député du Gard (1876-1878), il est signataire, en mai 1877, du manifeste des 363.

## Sources
- « Augustin-Gédéon Mallet », dans Adolphe Robert et Gaston Cougny, Dictionnaire des parlementaires français, Edgar Bourloton, 1889-1891 [détail de l’édition]